# Budyń Drugi
Budyń Drugi – część wsi Zwiernik w Polsce, położona w województwie podkarpackim, w powiecie dębickim, w gminie Pilzno.
Dawniej samodzielna wieś i część gminy jednostkowej Budyń.
W latach 1975–1998 miejscowość administracyjnie należała do województwa tarnowskiego.
Miejscowość należy do parafii św. Marcina Biskupa, należącej do dekanatu Pilzno w diecezji tarnowskiej.